# Sawrań (miasto)
Sawrań (ukr. Саврань) – osiedle typu miejskiego na Ukrainie, w obwodzie odeskim, rejonu podolskiego.
Miejscowość leży na południowo-wschodnim Podolu, u ujścia rzeki Sawranki do Bohu.
Prywatne miasto szlacheckie położone w województwie bracławskim było w 1789 własnością Józefa Lubomirskiego.

## Historia

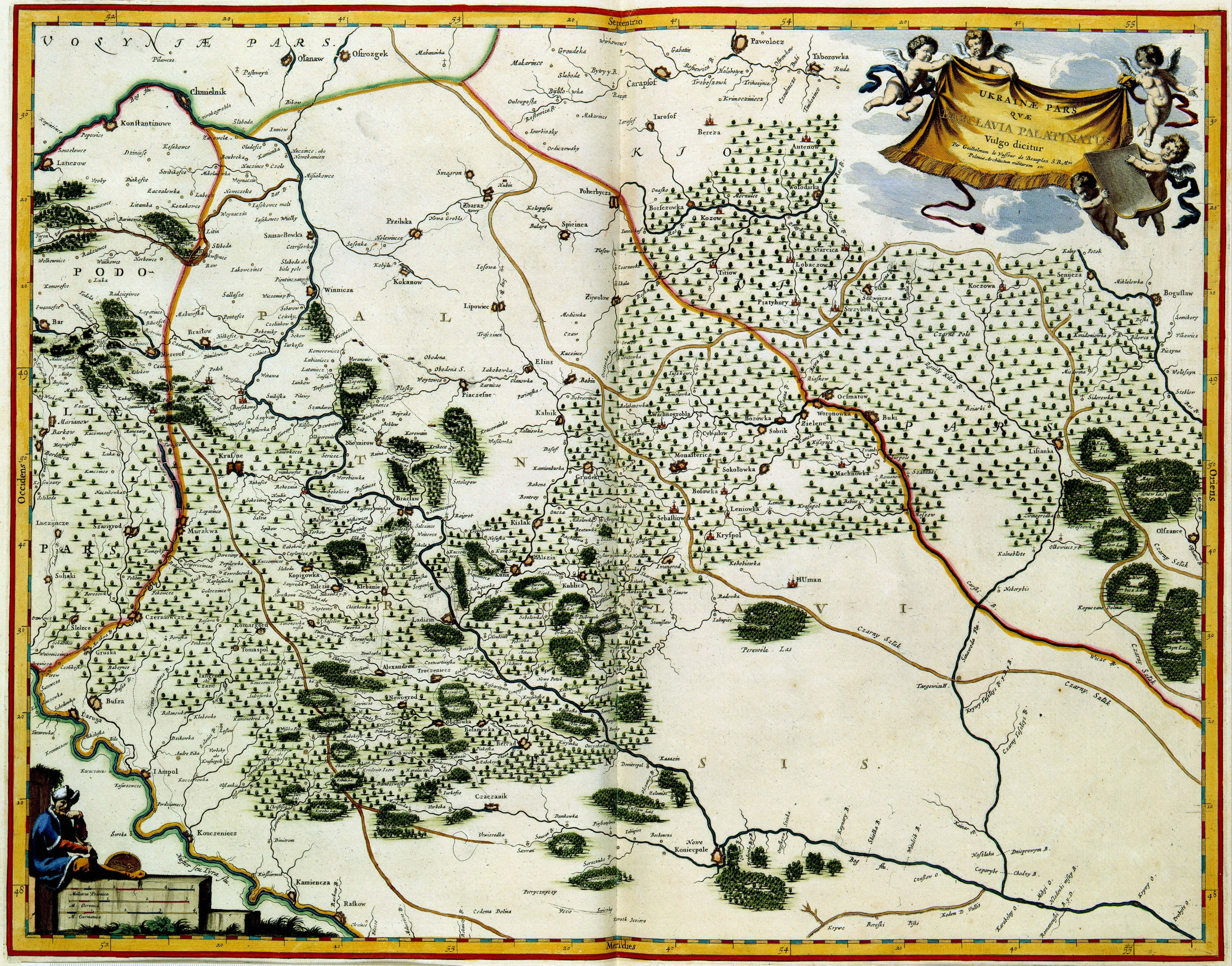
Mapa województwa bracławskiego z 1648 r. z zaznaczonym Sawraniem

Sawrań był własnością Lubomirskich, którzy całą Koniecpolszczyznę posiedli w obu ukrainach, Kijowskiéj i Bracławskiéj. Książę Józef Lubomirski, wojewoda Kijowski założył nad Kodymą miasto, od swego imienia Józefgród 1771 r. Syn jego, ostatni dziedzic z domu Lubomirskich, wyrobił dla miasteczka przywileje jarmarków i osobnego Magistratu. Po drugiej stronie Kodymy miasto tatarskie zwało się Bałtą. Józefgród, jak tylko wyszedł z rąk Lubomirskich, utracił swoje nazwisko, nazwano go Bałtą, która w handlu coraz bardziej wzrastała szczególniej jarmarki stawały się sławne. (...)

Pod koniec życia Wacława Rzewuskiego był jego główną rezydencją. Po konfiskacie dóbr rząd carski powierzył ich administrację niejakiemu Bernatowiczowi.
Pod koniec XIX w. siedziba sądu.
W 1966 miasto liczyło 9000 mieszkańców.